# Kate e Allie
Kate e Allie (Kate & Allie) è una serie televisiva statunitense del genere sitcom trasmessa in 122 episodi negli Stati Uniti dal 1984 al 1989. La serie è stata trasmessa anche in Italia.

## Trama
Due amiche, Katherine Kate McArdle (Susan Saint James) e Allison Allie Lowell (Jane Curtin), vivono in un appartamento a Greenwich Village (Manhattan) con i loro figli. Kate lavora in un'agenzia turistica ed è attiva nella politica mentre Allie non ha un lavoro fisso e politicamente ha idee più conservatrici. Alcuni episodi sono interpretati anche dai rispettivi mariti, con i quali però non convivono perché entrambe separate, e dai nuovi fidanzati, Ted Bartelo, italo americano compagno di Kate, e Bob Barsky, commentatore sportivo per la TV fidanzato di Allie. Nell'ultima stagione Allie e Bob si sposeranno andando ad abitare in un nuovo appartamento e invitando alla convivenza la stessa Kate, a causa di una nuova attività lavorativa di Bob che lo costringerà a stare via da casa per molto tempo. I figli delle due donne sono Emma, figlia di Kate, e Jennie e Chip, figli di Allie. Emma e Jennie nel corso della serie si iscrivono poi all'università.

## Personaggi
- Katherine 'Kate' McArdle (stagioni 1-6) interpretata da Susan Saint James
- Allison 'Allie' Lowell (stagioni 1-6) interpretata da Jane Curtin.
- Charles 'Chip' Lowell (stagioni 1-6) interpretato da Frederick Koehler.
- Jennie Lowell (stagioni 1-6) interpretata da Allison Smith.
- Emma McArdle (stagioni 1-5) interpretata da Ari Meyers.
- Bob Barsky (stagioni 1-6) interpretato da Sam Freed.
- Ted Bartolo (stagioni 1-5) interpretato da Gregory Salata.
- Charles Lowell (stagioni 1-6) interpretato da Paul Hecht.
- Roger (stagioni 1-4) interpretato da Jack Gilpin.
- Max McArdle (stagioni 1-2) interpretato da Harley Venton.
- David Dowling (stagioni 1-6) interpretato da Gwyllum Evans.
- Clown (stagioni 1-4) interpretato da Gabriel Barre.
- Miriam Goodman (stagioni 1-4) interpretato da Chevi Colton.
- Claire (stagioni 2-6) interpretata da Wendie Malick.
- Blair (stagioni 2-5) interpretata da Christa Miller.
- Professor Sloan (stagione 2) interpretato da Alan North.
- Malcolm Carter (stagioni 2-6) interpretato da Franc Luz.
- Derek (stagioni 2-3) interpretato da James Rebhorn.
- Chandler (stagioni 2-6) interpretato da Geoff Pierson.
- Louis (stagioni 3-4) interpretato da Michael Countryman.
- Infermiera Krieger (stagione 3) interpretata da Tanny McDonald.
- Dr. John Mulwray (stagione 3) interpretato da Stephen James.
- Eddie (stagioni 3-4) interpretato da Raymond Rosario.
- Jason Crawford (stagione 3) interpretato da Ricky Paull Goldin.
- George Pratt (stagioni 3-6) interpretato da David L. King.
- Mimi (stagione 3) interpretata da Sally Birkhead..
- Sam Butcher (stagione 3) interpretato da Bill Cobbs.
- Harry (stagione 3) interpretato da Manny Jacobs.
- Eddie Gordon (stagione 3) interpretato da Andrea Martin.
- Jack (stagione 3) interpretato da Grant Shaud.
- Eugene (stagioni 3-4) interpretato da David Moscow.
- Ben (stagioni 4-6) interpretato da Dylan Walsh.
- Joan (stagioni 4-5) interpretato da Scotty Bloch.
- Dennis (stagione 4) interpretato da David Purdham.
- Doug (stagioni 4-6) interpretato da Christopher Murney.
- Hakim (stagioni 4-6) interpretato da Harsh Nayyar.
- Peter Rutland (stagione 4) interpretato da John Gabriel.
- Lou Carello (stagioni 5-6) interpretato da Peter Onorati.
- Haven Claven (stagione 5) interpretato da Maddie Corman.
- Evelyn (stagioni 5-6) interpretata da Elizabeth Parrish.
- Hiro (stagioni 5-6) interpretato da Kevin John Gee.
- Sherry (stagioni 5-6) interpretata da Tristine Skyler.
- Sam Phillips (stagione 6) interpretato da James Downey.

## Curiosità
A causa del timore delle rete televisiva americana CBS di far apparire le due protagoniste come lesbiche, la produzione impose agli sceneggiatori che le due protagoniste venissero filmate sempre in ogni episodio mentre si recavano nelle proprie camere da letto separate.

## Episodi
| Stagione         | Episodi | Prima TV USA | Prima TV Italia |
| ---------------- | ------- | ------------ | --------------- |
| Prima stagione   | 6       | 1984         |                 |
| Seconda stagione | 22      | 1984-1985    |                 |
| Terza stagione   | 23      | 1985-1986    |                 |
| Quarta stagione  | 25      | 1986-1987    |                 |
| Quinta stagione  | 24      | 1987-1988    |                 |
| Sesta stagione   | 22      | 1988-1989    |                 |